# Nadmierne ograniczenie podaży kredytu
Nadmierne ograniczenie podaży kredytu (ang. credit crunch) − ograniczenie dostępu do kredytów przez instytucje finansowe.